# Max Braithwaite
Max Braithwaite (* 7. Dezember 1911 in Nokomis, Saskatchewan; † 19. März 1995 in Brighton, Ontario) war ein kanadischer Schriftsteller.

## Leben
Braithwaite wuchs mit sieben Geschwistern in Prince Albert und Saskatoon auf. Er studierte an der University of Saskatchewan und arbeitete ab 1933 als Lehrer. Von 1940 bis 1945 diente er in der kanadischen Marine bei den Royal Canadian Volunteer Services in Toronto. Danach lebte er als freier Schriftsteller in Ontario. Er verfasste Romane, Erzählungen, Jugendbücher, Theaterstücke und Filmskripte.
Autobiographisch gefärbt ist seine humoristische Romantrilogie Why Shoot the Teacher (1965), Never Sleep Three in a Bed (1969) und The Night We Stole the Moutie's Car (1971). Why Shoot the Teacher wurde 1977 von Silvio Narizzano verfilmt (deutscher Titel: Man schießt nicht auf den Lehrer), für The Night We Stole the Mountie’s Car erhielt Braithwaite 1972 die Stephen Leacock Memorial Medal. Bekannt wurden seine Jugendbücher The Mystery of the Muffled Man (1962) und The Valley of the Vanishing Birds (1963). in All the Way Home (1986) thematisierte er die Verarmung der ländlichen Bevölkerung in Kanada.
Er verfasste eine Rundfunkadaption von Stephen Leacocks Sunshine Sketches of a Little Town und war mit seiner Serie Voices of the Wild ein Pionier der Bildungssendungen im Rundfunk. Eine Auswahl seiner Werke erschien 1983 unter dem Titel Max: The Best of Braithwaite.